# Savoia-Marchetti S.62
El Savoia-Marchetti SM.62 fue un avión hidrocanoa construido en Italia en los años 1920. Fue empleado principalmente por la Regia Aeronautica, aunque también prestó servicio en otros países, siendo producido en 1929 bajo licencia en España y la Unión Soviética. Algunos S.62 españoles continuaban en servicio al comienzo de la Guerra Civil Española.

## Diseño y desarrollo
El hidrocanoa SM.62 fue uno de los principales éxitos de Savoia-Marchetti, evolucionado a partir del SM.59 que voló por primera vez en 1925.
El avión era un biplano de madera de un solo motor y un solo larguero e impulsado por un único motor Isotta Fraschini Asso 500 RI, con un motor de 368 kW (500 hp) montado entre las alas superior e inferior, e impulsó una hélice de empuje. Tenía una envergadura de 15,5 m, un peso máximo de despegue de 3000 kg  incluyendo combustible, bombas y cuatro tripulantes, y entró en producción en 1926. Aparte de las dos ametralladoras en el fuselaje en popa y proa, ambas montadas en posiciones descubiertas, se exploró la posibilidad de instalar un cañón automático Oerlikon 20 mm que nunca fue instalado.
El progreso del proyecto fue casi continuo, y al año siguiente se produjo el desarrollo del SM.62bis que tenía un motor más potente. Este avión, con una envergadura de 16 m, formó la base del futuro SM.78. El nuevo motor lineal de 18 cilindros en W Isotta Fraschini Asso 750 de 559 kW (750 hp) produjo un 50 % más de potencia, lo que permitió un peso máximo de despegue de 4000 kg con una velocidad máxima de 220 km/h, mientras que la autonomía fue de 1200 km. Para aquellos tiempos, estas eran unas cifras de desempeño respetables para un avión monomotor.
El SM.62 fue uno de los primeros aviones italianos que intentaron competir en carreras en el mundo, participando en la carrera aérea Nueva York - Buenos Aires de 1926 y en la carrera aérea de 10 000 km en el norte de Europa, además de establecer los récords de velocidad de 190,537 km/h con un promedio de más de 500 km  en 1926 - luego aumentada a 194,237 km/h - y los récords mundiales de 500 km con 500 kg, y finalmente 100 km y 500 km con 1000 kg.
Fue el hidrocanoa italiano de más éxito fuera de Italia. El gobierno de la URSS para la Morskaya Aviatsiya (Aviación Naval soviética) compró en 1930 24 ejemplares y adquirió la licencia para construir el SM.62bis en la planta de Taganrog donde construyó a partir de 1932, 29 unidades con mejoras designados MBR-4. Rumanía compró en 1932 catorce ejemplares del S.62bis también adquirió la licencia para construirlo; en 1936, el Ministerio de Aire y Marina, solicitó a las compañías Industria Aeronautică Română IAR en Ghimbav e ICAR la construcción de cinco S.62bis destinados a reemplazar los perdidos debido al "desgaste". ICAR fabricó las alas, flotadores y varias otras piezas e IAR construyó los cascos, mientras que el ensamblaje final se realizó en los talleres de STC-Constanța. El elemento distintivo de los hidroaviones construidos en Rumanía fue la punta del ala, que era más redondeada que la de los italianos.
Un aparato fue adquirido por el gobierno japonés en 1936 y matriculado J-BBWI fue empleado por el Instituto de investigación del Transporte Aéreo y la Armada Imperial Japonesa.
España compró un ejemplar en 1929 y la firma La Maquinista Terrestre y Marítima de Barcelona fabricó bajo licencia a partir de noviembre de 1929 cuarenta con motores Hispano-Suiza 12Lb de 630 hp para la Aeronáutica Naval que fueron armados con cuatro ametralladoras Vickers E/K de 7,70 mm  en montajes dobles tipo Scarff en la proa y en posición dorsal y capacidad de carga de 600 kg de bombas.
A pesar de su obsolescencia, al estallar la Guerra Civil Española quedaban treinta aparatos en servicio, de los que aproximadamente 25 quedaron en las filas de las FARE.
Dado que los aviones de aquellos tiempos no eran capaces de alcanzar grandes velocidades, varios se utilizaron en la Scuola Alta Velocità
(Escuela de Alta Velocidad) de Desenzano, además de seguir sirviendo en tareas de reconocimiento y bombardeo ligero. El siguiente derivado, el Savoia-Marchetti SM.78, con más de una tonelada de peso y un 20 % más de potencia; podría llevar una mayor carga de combustible, efectivamente duplicando el alcance; y fue un poco más rápido que el SM.62bis.
En 1928 se construyó una serie limitada de hidrocanoas civiles S.62P, de los que algunos tenían cabinas cerradas para el piloto y cuatro pasajeros y otros las tenían abiertas. Estos aparatos fueron utilizados por la aerolínea italiana Società Aerea Mediterranea (SAM) y algunos ejemplares fueron exportados a EE.UU y España, donde un aparato fue matriculado M-CAMM era propiedad de CLASSA y más tarde de LAPE.

## Variantes

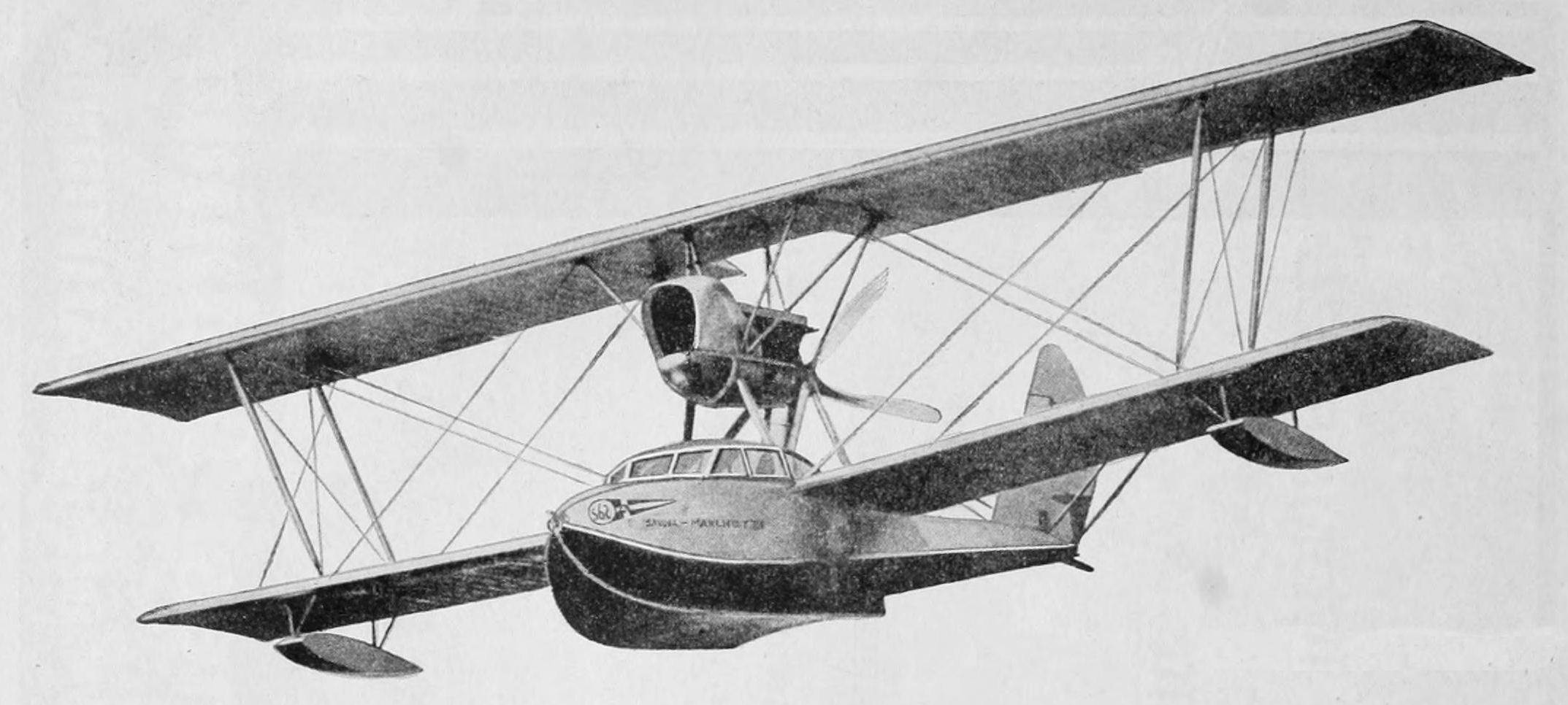
Savoia-Marchetti S.62P en vuelo.

SM.62P
Versión civil
SM.62bis
Impulsado por un motor Isotta Fraschini Asso 750 W-18 de 559 kW (750 hp)
SM.62ter
MBR-4
Producción soviética del SM.62bis en Taganrog

## Operadores
Italia
- Regia Aeronautica
- Società Aerea Mediterranea (SAM)

 Japón
- Servicio Aéreo de la Armada Imperial Japonesa

 Reino de España
- Aeronáutica Naval
- CLASSA

 República Española
- Aeronáutica Naval
- Fuerzas Aéreas de la República Española

 Rumania
- Real Fuerza Aérea Rumana

 Unión Soviética
- Voenno-Morskogo Flota (VMF)

## Especificaciones

### Características generales
- Tripulación: 4
- Longitud: 12,26 m
- Envergadura: 16,66 m
- Altura: 4,19 m
- Superficie alar: 69,50 m²
- Peso vacío: 2630 kg
- Peso máximo al despegue: 5030 kg
- Planta motriz: 1× Isotta Fraschini Asso 750, W18 de 4.760 cm³.
  - Potencia: 559 kW (771 HP; 760 CV)
- Hélices: cuatripala de madera, de paso fijo

### Rendimiento
- Velocidad nunca excedida (Vne): 220 km/h
- Velocidad crucero (Vc): 198 km/h
- Alcance: 2000 km (1080 nmi; 1243 mi)
- Techo de vuelo: 4900 m
- Régimen de ascenso: 3000 m en 24 min.
- Carga alar: 46,15 kg/m²
- Potencia/peso: 0,125 kW/kg

### Armamento
- Ametralladoras: 4× Breda-SAFAT de 7,70 mm
- Bombas: 600 kg